# Cabo Bon-Ami
O cabo Bon-Ami é um cabo no Quebec, Canadá, sobre as águas do Golfo de São Lourenço. Está situado no lado norte da península de Forillon, na parte oriental da península de Gaspé. Está perto do cabo Gaspé, apenas a 3,5 km a norte-noroeste.
A região está incluída no Parque Nacional Forillon. 

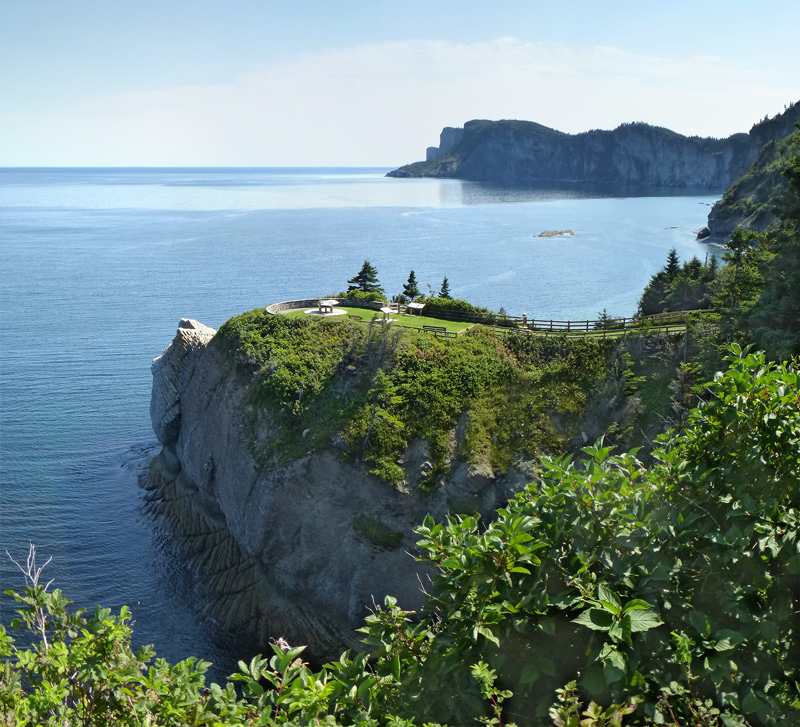
O cabo Bon-Ami